# Magdeleine-Marie Desgarcins
Magdeleine-Marie Desgarcins, född 1769, död 1797, var en fransk skådespelare. Hon var känd under artistnamnet Louise Desgarcins på Comédie-Française i Paris, där hon var engagerad 1788-1793.   Hon var berömd som tragedienne. 